# Fotografía de larga exposición

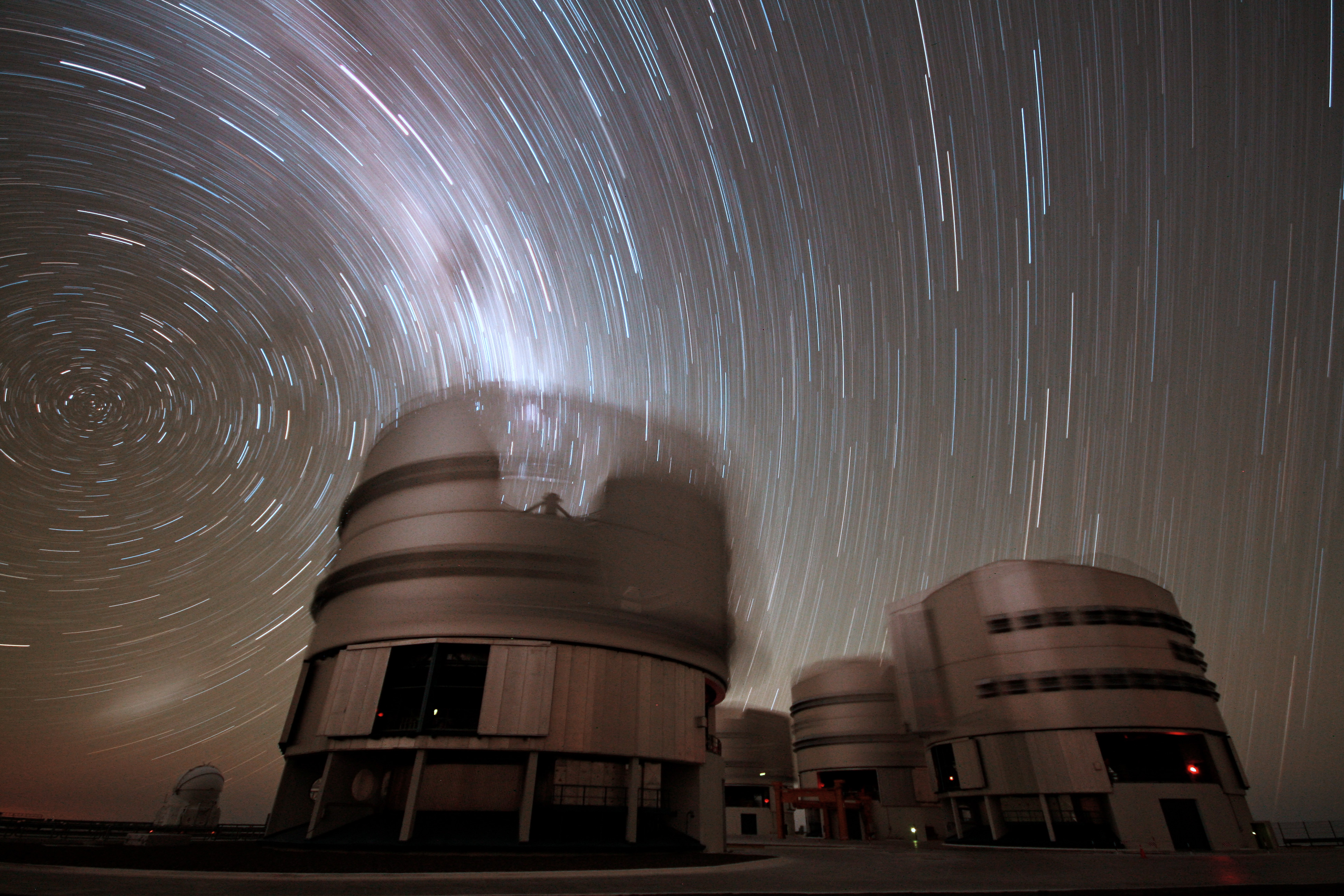
45 minutos de exposición tomada en una noche oscura y clara en Cerro Paranal, las estrellas dejan rastros en su movimiento aparente alrededor del Polo Sur Celeste (izquierda).

La fotografía de larga exposición implica el uso de una velocidad de obturación larga para así capturar los elementos estáticos a la vez que los elementos móviles se plasman de forma borrosa, como manchas o llegan a ocultarse. La fotografía de larga exposición captura un elemento que la fotografía convencional no puede: el tiempo. Las trayectorias brillantes de los objetos en movimiento se convierten claramente en elementos visibles. Las nubes se transforman en bandas anchas, las luces de los coches en rayas brillantes, las estrellas forman senderos en el cielo y el agua se suaviza más (efecto seda). De esta forma solo los objetos brillantes formaran rastros visibles y, por el contrario, los objetos oscuros desaparecerán. Los barcos durante el día con larga exposición desaparecerán, pero con sus luces en la noche formarán rayas brillantes.

## Técnica
Mientras que no hay una definición clara de lo que constituye "largo", La intención es crear una fotografía que muestre el efecto del paso del tiempo ya sea a través de aguas suavizadas o rayas de luz. Una foto de 30 minutos de un objeto estático y que rodea no puede distinguirse de una corta exposición, por lo tanto, la inclusión del movimiento es el factor principal para agregar la intriga a las fotos de larga exposición. Las imágenes con tiempos de exposición de varios minutos también tienden a hacer que el traslado de personas u objetos oscuros desaparezcan (porque están en cualquier lugar por solo una fracción del tiempo de exposición), a menudo añadiendo un aspecto sereno y de otro mundo a largos fotos de exposición.

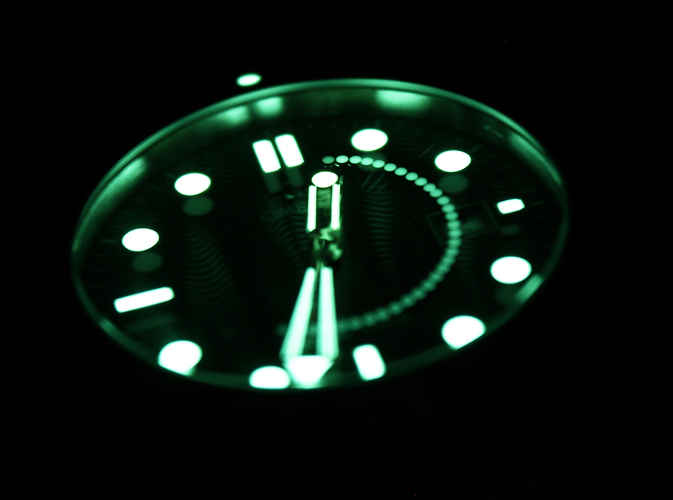
Una foto de larga exposición de un reloj en la oscuridad. La estela de la manecilla de los segundos delata su movimiento e indica que se trataba de una exposición de 30 segundos. La aguja de las horas (que no se ha movido apenas) es clara, mientras que la aguja de los minutos es un poco borrosa debido a ese medio minuto de movimiento.

Cuando una escena incluye tanto temas fijos y móviles (por ejemplo, una calle fija y coches en movimiento o una cámara dentro de un coche que muestra un panel fijo y el paisaje en movimiento), una velocidad de obturación lenta puede producir efectos interesantes, como estelas de luz.
Las exposiciones largas son más fáciles de lograr en condiciones de poca luz, pero se pueden hacer a la luz más brillante usando filtros de densidad neutra o cámaras especialmente diseñadas.

### Fotografía nocturna
La fotografía de larga exposición se utiliza a menudo en la fotografía nocturna, donde la falta de luz requiere de exposiciones más largas, para que la máxima calidad no se modifique. El aumento de la sensibilidad ISO permite exposiciones más cortas, pero produce una disminución sustancial de la calidad de imagen mediante la reducción de rango dinámico y un aumento del ruido. Al dejar el obturador de la cámara abierta durante un período prolongado de tiempo, este absorbe más cantidad de luz, creando una exposición que captura todo el rango dinámico del sensor de la cámara digital o de película. Si la cámara permanece fija durante todo el período de tiempo que el obturador está abierto, se puede producir una fotografía muy vibrante y clara.

### Pintando con luz

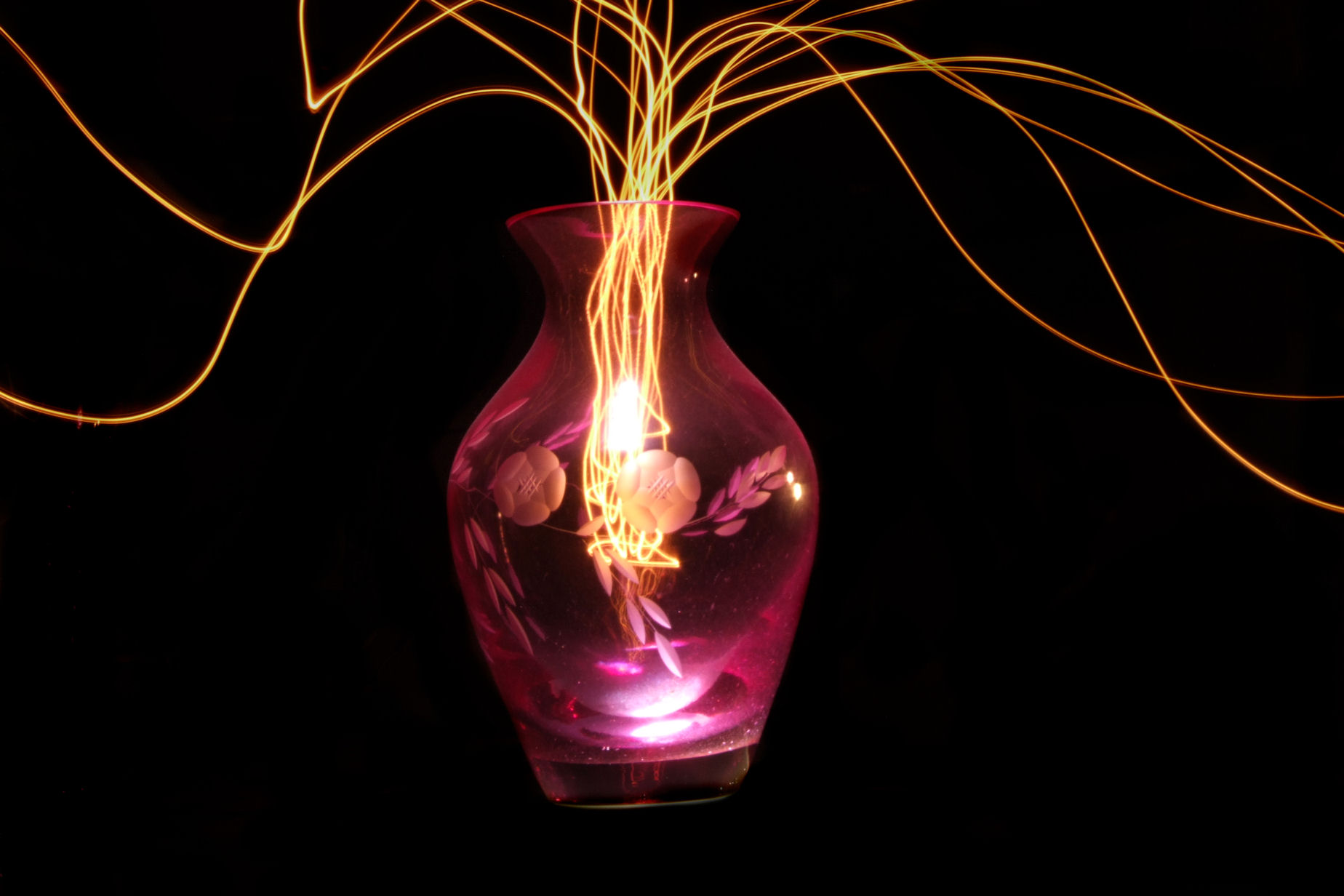
Ejemplo de pintura con luz

En esta técnica, una escena se mantiene muy oscura y el fotógrafo o un ayudante coge una fuente que la luz puede ser una pequeña linterna de bolsillo y lo mueve alrededor de los patrones. La fuente de luz puede apagarse entre golpes. A menudo, los objetos estacionarios de la escena se iluminan por las luces de estudio que van girando brevemente, por uno o más destellos de una luz estroboscópica, o aumentando la apertura.

### El agua y la larga exposición

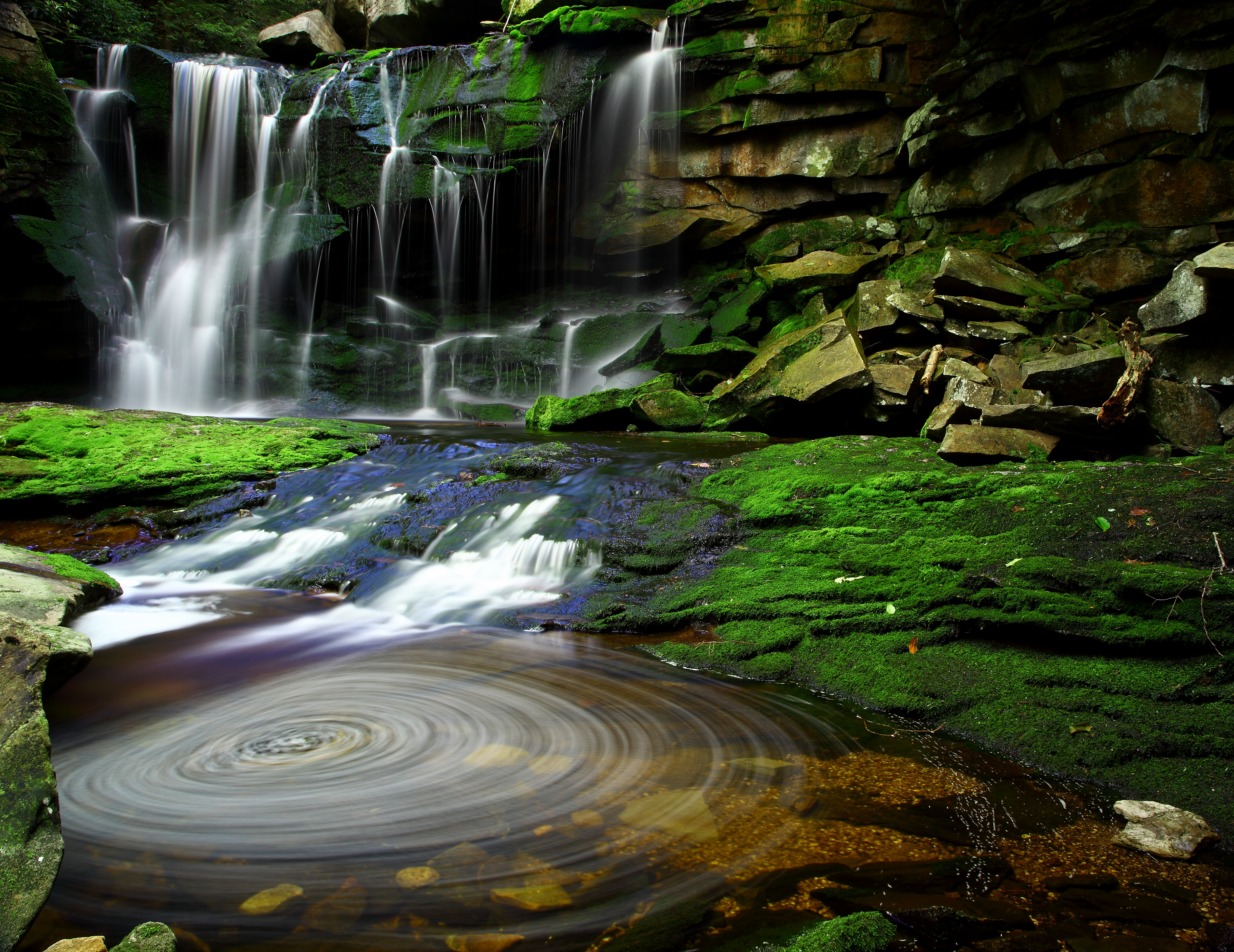
A 30 segundos de larga exposición quedan marcadamente capturados los elementos inmóviles de esta imagen, difuminando la cascada en una apariencia neblinosa. Los restos en el agua arremolinándose forman círculos completos.

Las exposiciones largas pueden difuminar el agua en movimiento por lo que adquiere cualidades de niebla y misterio mientras los objetos inmóviles como la tierra y otras estructuras se mantienen quietas y nítidas.

### La Estabilidad tu mejor aliada
Para lograr una fotografía de larga exposición es fundamental contar con una buena estabilidad. Como ya los sabrás este efecto se requiere de una velocidad de obturación larga. Cuando lo dejamos mucho tiempo abierta corremos el riego de que la fotografía salga movida, por eso es preciso contar con algún tipo de tripié para realizar una buena estabilización. En caso de no contar con este aparato trata de buscar superficies que planas y ten cuidado al presionar el botón para sacar la foto, porque podría afectar tu captura. También puedes hacer uso de los disparadores remotos.

## Solarigrafía

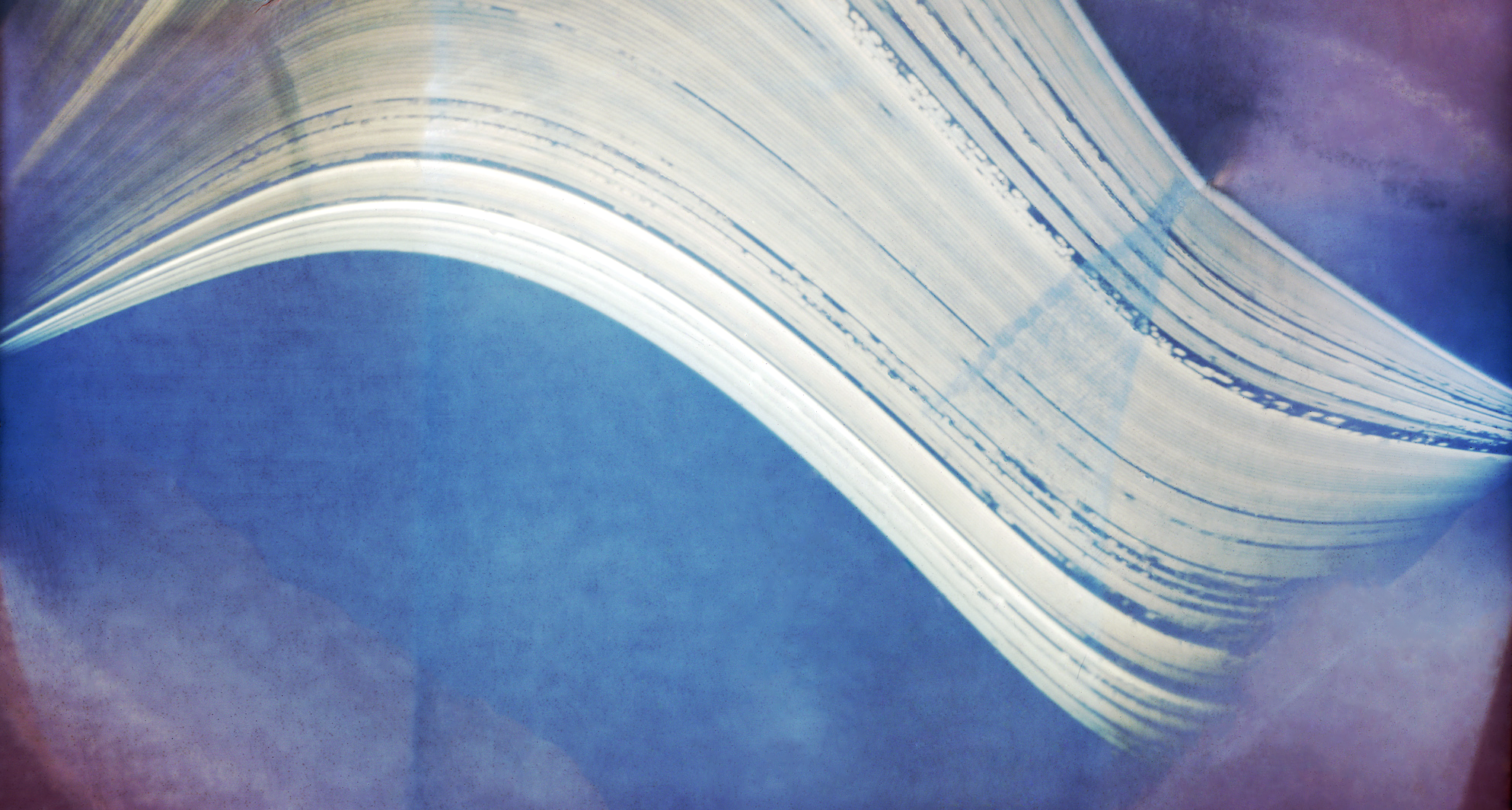
Una solarigrafía tomada por ESO's APEX at Chajnantor.

La solarigrafía es una técnica en la que una cámara estenopeica fija se utiliza para exponer el papel fotográfico una cantidad muy larga de tiempo (a veces la mitad de un año). Se utiliza con mayor frecuencia para mostrar el camino tomado por el sol a través del cielo. [Un ejemplo de esto es una sola exposición de seis meses tomada por el fotógrafo Justin Quinnell, mostrando senderos solares sobre el Puente colgante de Clifton entre el 19 de diciembre de 2007 y el 21 de junio de 2008. Como parte de la exposición Luz Lenta: 6 meses sobre Bristol, Quinnell describió la pieza como la captura de "un período de tiempo más allá de lo que podemos percibir con nuestra propia visión." Este método de Solarigrafía utiliza una sencilla cámara estenopeica fijada de forma segura en una posición que no se verá afectada. Quinnel construyó su cámara desde una copa vacía con una apertura de 0,25 mm y una sola hoja de papel fotográfico.
El 3 de febrero el año 2015 una cámara estenopeica utilizada en un proyecto de arte de Solarigrafía por la Universidad del Estado de Georgia fue destruida por el escuadrón anti-bombas de Atlanta, debido a informes de que era una bomba. El dispositivo, uno de los diecinueve colocado por toda la ciudad, había sido pegado con cinta adhesiva en el puente de la 14.ª Avda. por encima de la I-75/85; el tráfico fue cerrado durante dos horas, y las cámaras restantes fueron retiradas más tarde por las autoridades.